# Economia d'El Salvador
Segons el Fons Monetari Internacional i els llibres publicats per la CIA, l'economia del Salvador està situada pel que fa a l'Amèrica Central en el tercer lloc, després de Costa Rica i Guatemala. El Salvador va ser el primer país a ratificar el Tractat de Lliure Comerç entre els Estats Units, Centreamèrica i la República Dominicana el 2006. El tractat, conegut com a DR-CAFTA, va impulsar les exportacions d'aliments, sucre i etanol, i va donar suport a la inversió en el sector de manufactura de roba. Actualment, l'economia està més orientada cap a la manufactura i els serveis, en comptes de l'agricultura (cultiu del cafè). Les seves principals indústries són la d'aliments i begudes, productes del petroli, tabac, productes químics, tèxtils i mobles.
El Salvador va buscar promoure un ambient favorable al lliure comerç i a les inversions, i a més va realitzar un procés de privatitzacions que es va estendre a les telecomunicacions, generació d'electricitat, bancs i fons de pensió.
L'economia salvadorenca ha experimentat una mescla de resultats durant els successius governs del partit Arena en les iniciatives del mercat lliure i el model de gerència fiscal que inclouen la privatització del sistema d'activitats bancàries, les telecomunicacions, les pensions públiques, la distribució elèctrica, i una part de la generació elèctrica, reducció dels aranzels, eliminació dels controls de preus i una aplicació millorada dels drets de propietat intel·lectual. El PIB ha estat creixent en un pas constant però modest després de la signatura dels Acords de Pau el 1992, en un ambient de l'estabilitat macroeconòmica. Un problema que El Salvador enfronta és la desigualtat econòmica de la distribució de guanys personals. El 1999, la cinquena part més rica de la població va rebre el 45% del guany del país, mentre que la cinquena part més pobra va rebre només el 5,6%.